# Jerzy Dembicki
Jerzy Dembicki także Dembicki de Wrocień (ur. 8 grudnia 1882 w Königsfeld, zm. ?) – podpułkownik kawalerii Wojska Polskiego.

## Życiorys
Urodził się 8 grudnia 1882 w Königsfeld na Morawach, w rodzinie Adama (1849–1933), marszałka polnego porucznika cesarskiej i królewskiej Armii i Berty z Winkowskich. Był młodszym bratem Adama (1881–1918), rotmistrza cesarsko-królewskiej Obrony Krajowej.
Na stopień kadeta został mianowany ze starszeństwem z 1 września 1901 i wcielony do Pułku Ułanów Obrony Krajowej Nr 3 w Rzeszowie. Na porucznika awansował ze starszeństwem z 1 listopada 1902, a na stopień nadporucznika ze starszeństwem z 1 maja 1909. W latach 1910–1914 był komendantem pułkowego plutonu pionierów. W szeregach macierzystego pułku wziął udział w mobilizacji sił zbrojnych Monarchii Austro-Węgierskiej, wprowadzonej w związku z wojną na Bałkanach (1912–1913), a następnie walczył na frontach I wojny światowej. Awans na rotmistrza otrzymał ze starszeństwem z 1 listopada 1914.
Na 30 kwietnia 1914 w kościele św. Marii Magdaleny we Lwowie zaplanowano jego zaślubiny z Hanką Wilczek, córką majora Aleksandra Wilczka także z rzeszowskiego pułku.
5 kwietnia 1919 został formalnie przyjęty do Wojska Polskiego z byłej armii austro-węgierskiej, z zatwierdzeniem posiadanego stopnia rotmistrza ze starszeństwem od dnia 1 listopada 1914 i przydzielony z dniem 1 listopada 1918 do 9 pułku ułanów. W 1920 był dowódcą szwadronu zapasowego 9 puł. Na tym stanowisku 11 czerwca 1920 został zatwierdzony z dniem 1 kwietnia 1920 w stopniu podpułkownika, w kawalerii, w grupie oficerów byłej armii austro-węgierskiej. 1 czerwca 1921 pełnił służbę w 18 pułku ułanów. W listopadzie tego roku został przeniesiony do 22 pułku ułanów. 3 maja 1922 został zweryfikowany w stopniu podpułkownika ze starszeństwem od 1 czerwca 1919 i 33. lokatą w korpusie oficerów jazdy (od 1924 – kawalerii). Od 18 czerwca tego roku pełnił obowiązki dowódcy 4 pułku strzelców konnych w Płocku. Z dniem 15 stycznia 1925 został zwolniony ze stanowiska i pozostawiony czasowo w dyspozycji MSWojsk. W lutym tego roku został przydzielony z 4 psk do Komendy Uzupełnień Koni Nr 30 w Kielcach na stanowisko komendanta, a w maju 1925 przydzielony do Komisji Remontowej Nr 3 w Krakowie na stanowisko zastępcy przewodniczącego. W 1926 został zwolniony z zajmowanego stanowiska i oodany do dyspozycji dowódcy Okręgu Korpusu Nr V, a z dniem 30 listopada tego roku przeniesiony w stan spoczynku. Mieszkał we Lwowie.

## Ordery i odznaczenia
- Krzyż Zasługi Wojskowej 3 klasy z dekoracją wojenną i mieczami[14]
- Krzyż Jubileuszowy Wojskowy[29]
- Krzyż Pamiątkowy Mobilizacji 1912–1913[12]